# Ernst von Rentz
Ernst Karl August Freiherr von Rentz (* 8. Juli 1812 in Großburg; † 4. Juni 1884 in Berlin) war ein preußischer Generalmajor.

## Leben

### Herkunft
Ernst war ein Sohn des Herrn auf Großburg Karl Heinrich Freiherr von Rentz († 1859) und dessen Ehefrau Charlotte, geborene Freiin von Canitz und Dallwitz. Sie war eine Schwester des preußischen Generalleutnants und Außenministers Karl von Canitz und Dallwitz (1787–1850).

### Militärkarriere
Rentz besuchte das Internat in Gnadenfrei und das Friedrich-Wilhelm-Gymnasium in Breslau. Nach seinem Abschluss trat er am 12. Februar 1830 als Musketier in das 10. Infanterie-Regiment der Preußischen Armee ein und avancierte bis Mitte Juni 1832 zum Sekondeleutnant. Zur weiteren Ausbildungs absolvierte er ab Oktober 1835 für drei Jahre die Allgemeine Kriegsschule. 1842/47 war Rentz als Adjutant des II. Bataillon im 10. Landwehr-Regiment in Oels kommandiert. Am 10. Juni 1848 zum Premierleutnant befördert, war er von 1849 bis 1852 Kompanieführer im I. Bataillon des 10. Landwehr-Regiments in Breslau. Nach seiner Rückkehr wurde er am 22. Juni 1852 zum Hauptmann befördert. Als Major und Kommandeur des I. Bataillons kehrte er am 19. Mai 1859 in das 10. Landwehr-Regiment zurück. Am 8. Mai 1860 wurde er als Bataillonsführer zum 10. kombinierte Infanterie-Regiment kommandiert, aus dem zum 1. Juli 1860 das 3. Niederschlesische Infanterie-Regiment Nr. 50 hervorging. Rentz erhielt das Kommando über das I. Bataillon und nahm 1864 während des Krieges gegen Dänemark an den Gefechten in Jütland teil. Ende Juni 1864 stieg er zum Oberstleutnant auf. Bei der Mobilmachung anlässlich des Deutschen Krieges wurde er am 20. Mai 1866 Kommandeur des 15. Landwehr-Regiments und war nach der Besetzung Sachsens für vier Wochen Stadtkommandant von Dresden.
Nach dem Friedensschluss und der Auflösung des Landwehrregiments wurde Rentz am 17. September 1866 dem 3. Niederschlesischen Infanterie-Regiments aggregiert. Nach seiner Beförderung zum Oberst erfolgte am 30. Oktober 1866 seine Ernennung zum Kommandeur des 1. Posenschen Infanterie-Regiments in Schweidnitz. Gesundheitsbedingt nahm er nach 41 Dienstjahren am 8. Juni 1869 seinen Abschied mit Pension und der Berechtigung zum Tragen seiner Regimentsuniform.
Für die Dauer der Mobilmachung anlässlich des Krieges gegen Frankreich wurde Rentz als Kommandeur der stellvertretenden 23. Infanterie-Brigade reaktiviert und war zugleich für zwei Monate Festungskommandant von Neiße. In dieser Eigenschaft verantwortete er die Bewachung von rund 17000 kriegsgefangenen Franzosen. Rentz erhielt am 24. Februar 1871 den Charakter als Generalmajor und kehrte am 11. Juli 1871 in das inaktive Verhältnis zurück. 1872 wurde Rentz als Ehrenritter in den Johanniterorden aufgenommen. Er starb am 4. Juni 1884 in Berlin.
Oberst von Hanenfeldt schrieb 1865 in seiner Beurteilung: „Das Bataillon des Oberstlieutenants von Rents entspricht den an dasselber zu stellenden Anforderungen und da dieser Offizier gezeigt hat, daß er in allen Lagen Verständnis, Umsicht und Festigkeit besitzt, da ferner sein Verkehr mit dem Offizierkorps voller Haltung und Takt ist, so halte ich ihn zum Regimentskommandeur geeignet.“

### Familie
Rentz heiratete am 2. November 1840 in Glatz Elisabeth von Delius (1818–1880). Aus der Ehe ging 1841 der Sohn Gustav hervor. Nach ihrem Tod seiner Frau heiratete Rentz 1881 Marie Luise Henriette Schroepffer (1831–1883).